# Jardin botanique de Rome
Le jardin botanique de Rome est situé sur les pentes du Janicule, dans le rione du Trastevere, dans l'ancien parc de la Villa Corsini, qui fut un temps la résidence de Christine de Suède.
La structure dépend du Département de biologie végétale de l'université de Rome « La Sapienza ».

## Historique
L'ancêtre de l'actuel jardin botanique de Rome est le Simpliciarius Pontificius Vaticanus (c'est-à-dire le « jardin des simples » où se cultivaient les plantes utiles et médicinales, toujours présent dans les monastères) mentionné sous le pontificat de Boniface VIII. 

Un peu plus tard, à la fin du XIIIe siècle, une inscription aujourd'hui au Capitole mentionne un Pomerius voulu par le pape Nicolas III sur la colline du Vatican : il s'agissait toutefois encore d'un terrain agricole - vigne, verger, herbes médicinales - sur le site occupé de nos jours par les jardins et les palais du Vatican, destiné aux cultures pour le service de la cour pontificale.
Le premier véritable jardin botanique de Rome fut voulu au XVIe siècle par Alexandre VI, et ultérieurement reconstruit par Pie IV, qui le dota d'un gardien (qui faisait aussi fonction de guide). Pie V agrandit le jardin en le confiant au botaniste Michele Mercati.
Après une période d'abandon, le pape Alexandre VII en fit l'un des principaux jardins botaniques d'Europe, utilisant l'eau des aqueducs de Rome que Paul V avait installés d'Albano au Janicule.
Bien que la première chaire universitaire de botanique ait été instituée à Rome en 1513 et que les étudiants et les enseignants pouvaient jouir pour leurs observations du jardin botanique du Vatican, ce dernier restait de statut très privé.

Le premier terrain destiné à cet usage fut donné à l'Université par le pape Alexandre VII Chigi en 1660.
C'est seulement avec la réunification de l'Italie, en 1883, que le jardin botanique de Rome est installé sur son emplacement actuel, quand l'État acquiert la propriété de jardins de la Villa Corsini. 
Le premier directeur, celui qui dans le parc Corsini pratiquement abandonné fit installer les premières collections, fut Pietro Romualdo Pirotta.

## Organisation actuelle et espèces présentes
Le jardin botanique de Rome a actuellement une extension de 12 hectares, dans une situation abritée sur les pentes du Janicule tournées vers le Nord-Est et ensoleillée dans sa partie plane. Le réseau d'irrigation et quelques ruisseaux consacrés aux plantes aquatiques sont alimentés par l'aqueduc de l'Acqua Paola qui domine le site.
« Le jardin (selon le site officiel)  a des fonctions didactiques, d'éducation environnementale et de recherche scientifique. On y organise des expositions, des cours, des conférences et des congrès et on y reçoit annuellement presque cent mille visiteurs. L'activité tournée vers les écoles est très intense avec environ 250 visites guidées. Le jardin est en outre un site de recherches hautement spécialisées sur l'écologie du milieu urbain. »
Le jardin héberge actuellement plus de 3000 espèces végétales. Ci-après, quelques indications sur l'organisation générale des collections.
- palmiers,
- bosquets de bambous, vallée des fougères, roseraie,
- Jardin japonais,
- Dans la partie supérieure de la colline a été conservée la structure arborée originale, laissée sous forme de bois méditerranéen de sempervirens. Ce secteur est appelé Bosco romano, et à travers les frondaisons, parmi les spécimens séculaires de chênes verts et de platanes (crédités de 350 - 400 ans), on profite de splendides vues panoramiques sur la ville.
De l'aménagement du jardin réalisé au XVIIIe siècle, on a conservé dans ce secteur l'escalier de Fuga et la niche adossée au sommet de la colline.
Au-dessous, en direction du palais, a été installée la collection des conifères ; on y trouve notamment un Araucaria australien, un Sequoia américain et quelques Taxodium distichum de Floride.
- plantes aquatiques,
- serres,
- jardin des simples et des plantes aromatiques.

## Quelques images

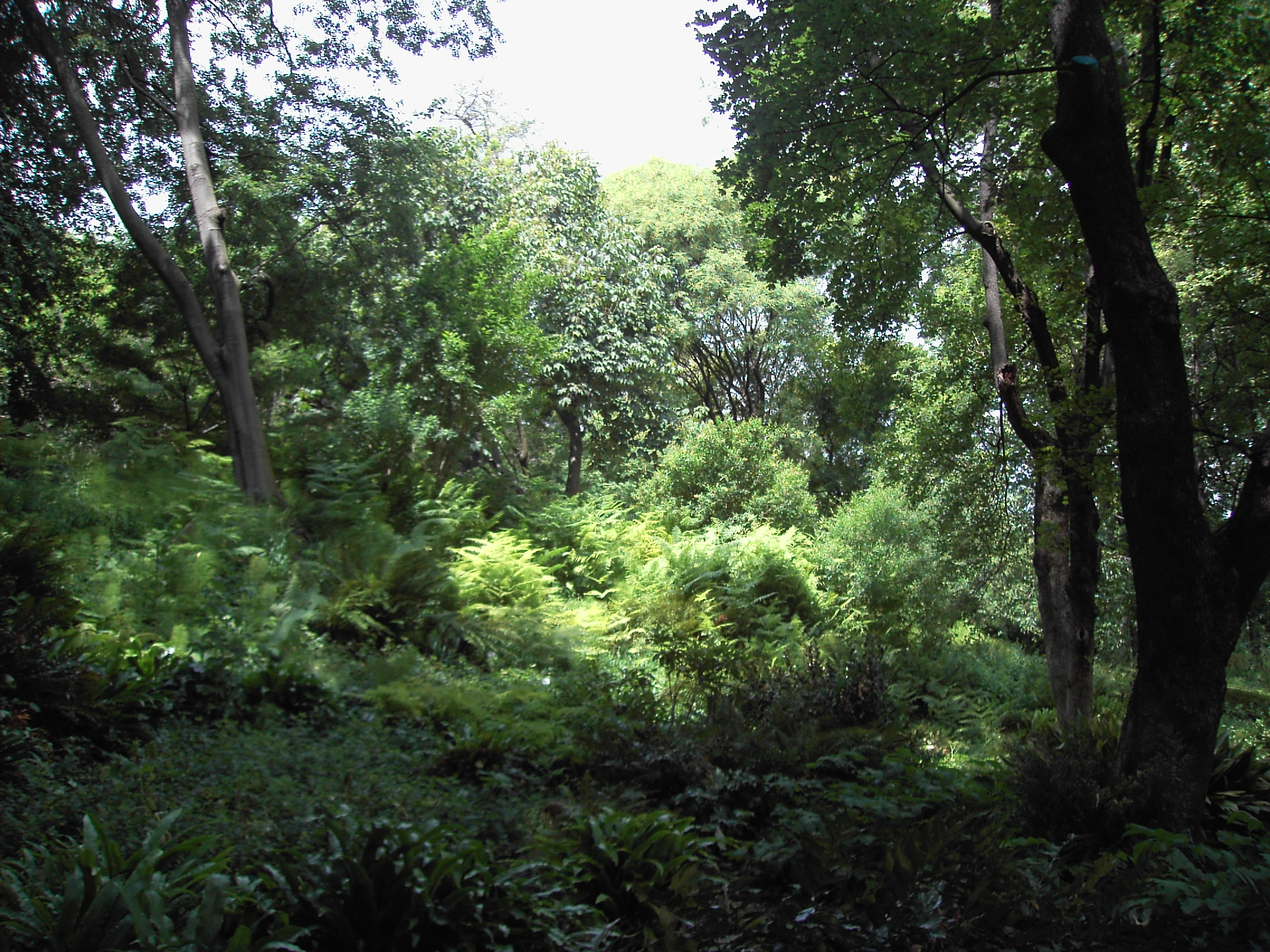
La vallée des fougères
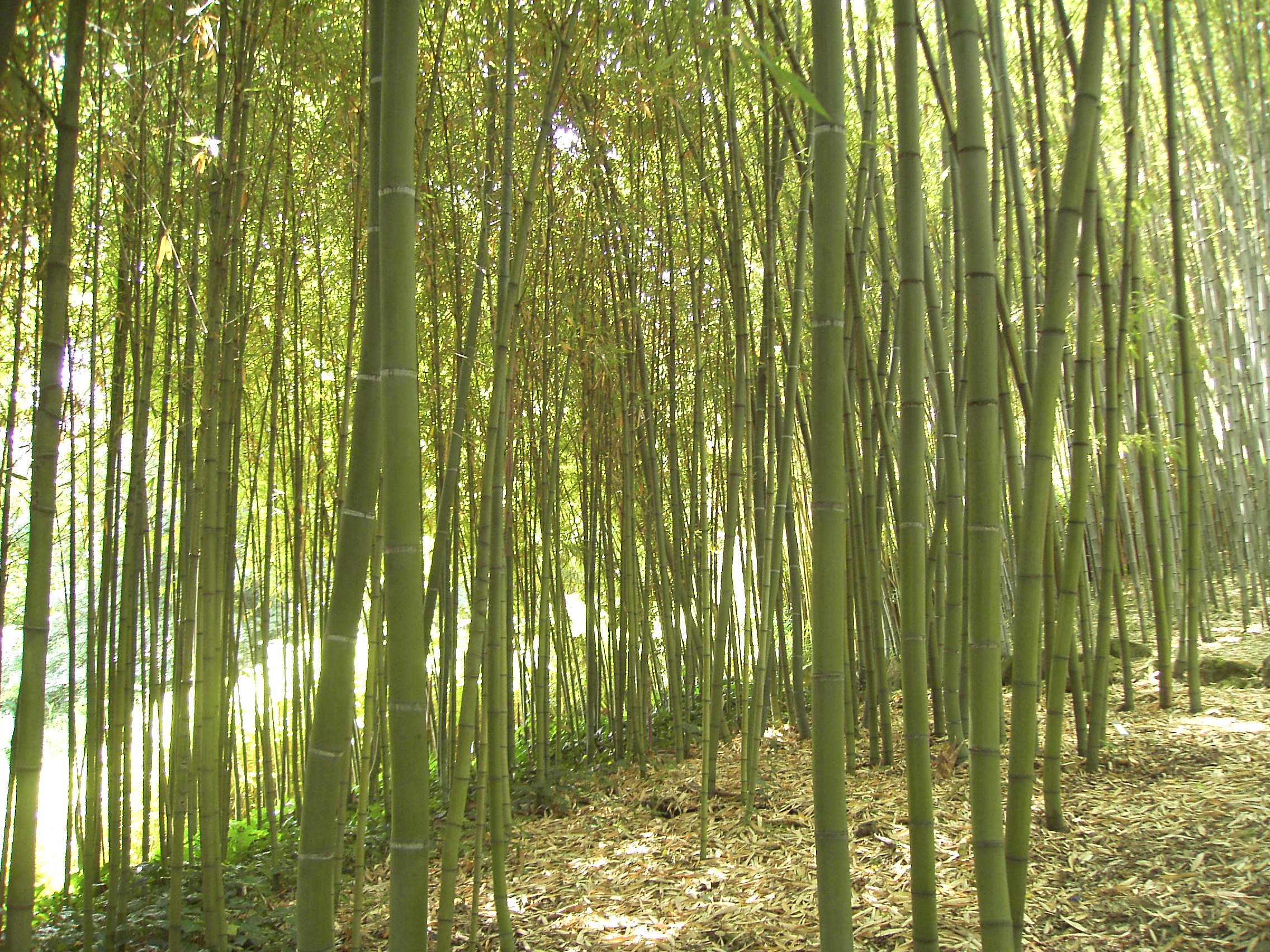
Bambous
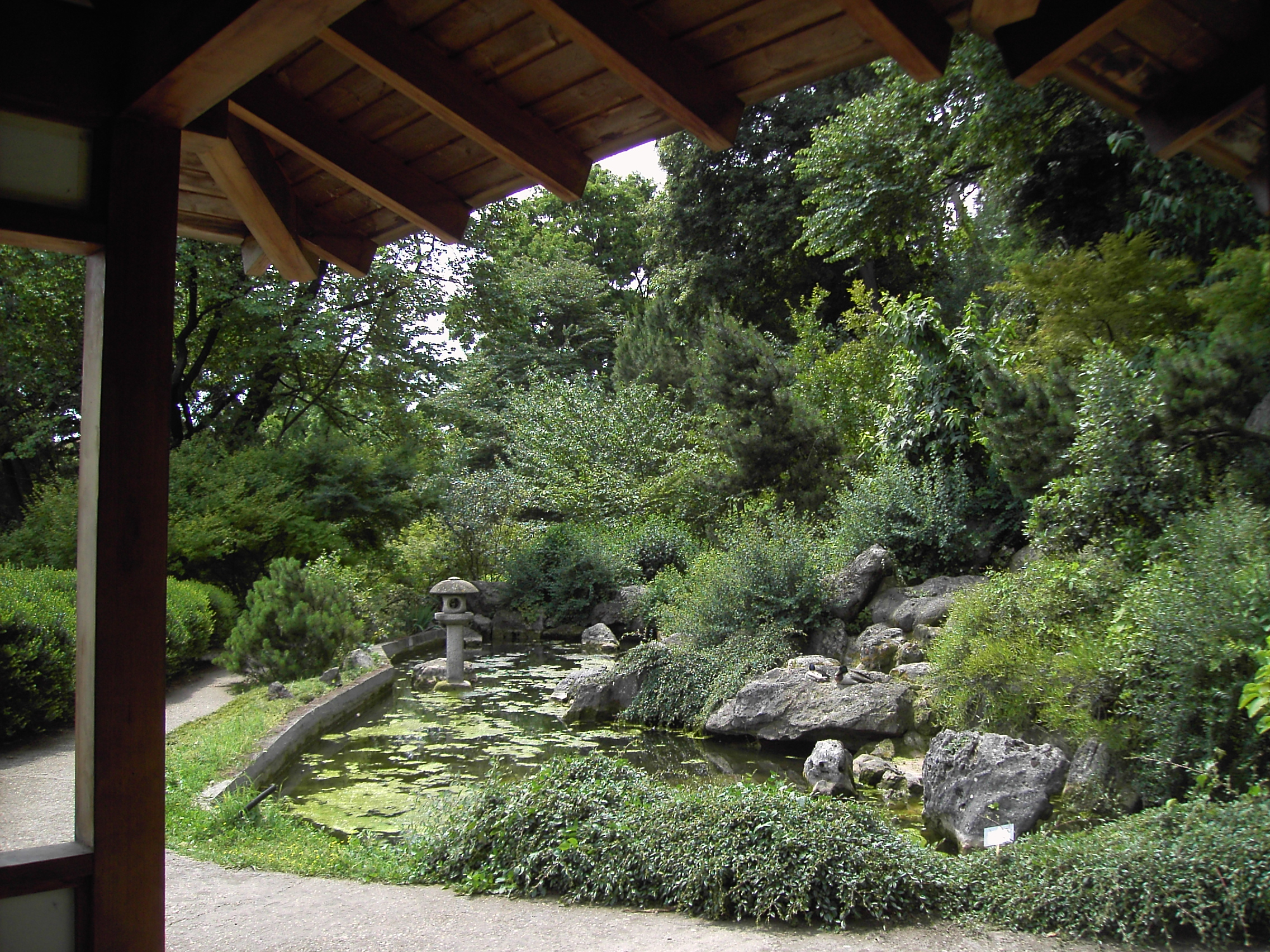
Le jardin japonais
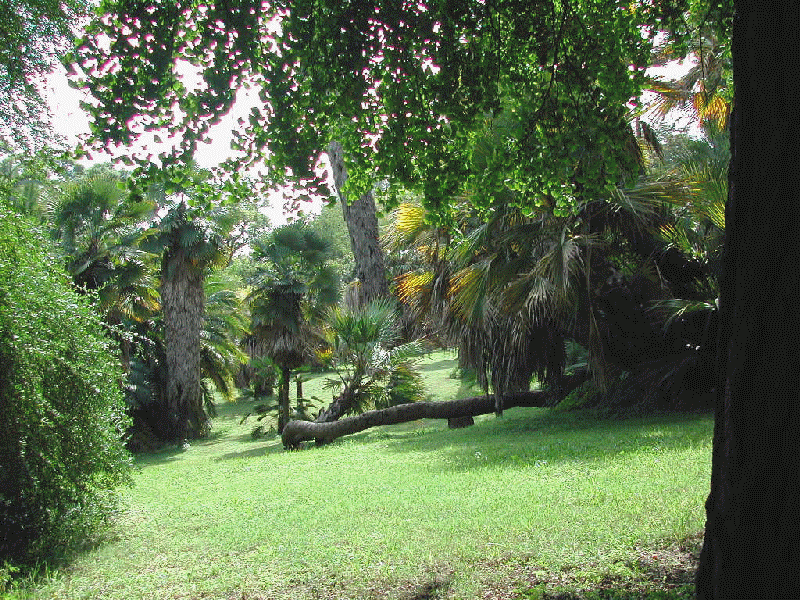
Nannorrhops ritchiana Aitchis, dite le dinosaure
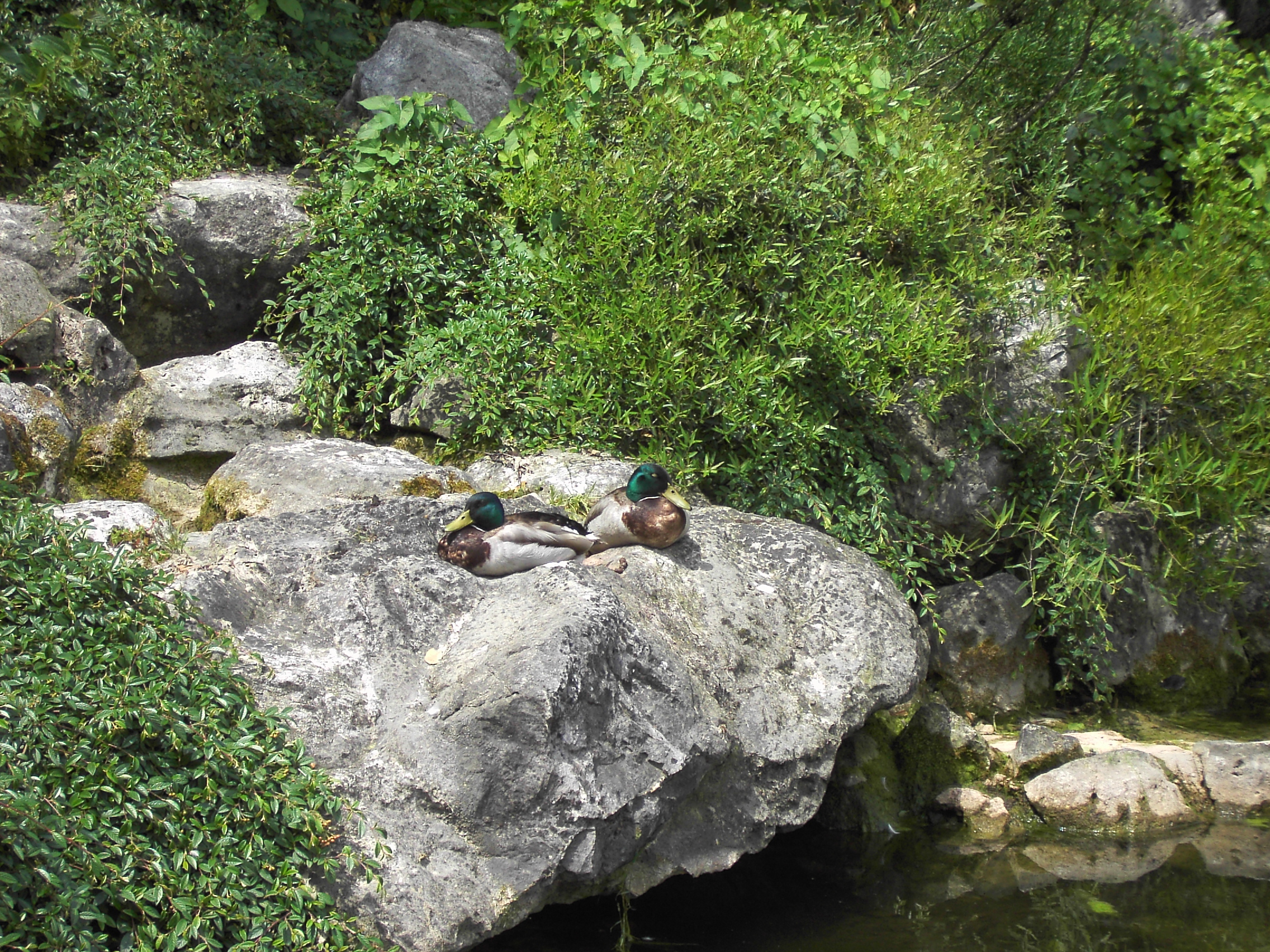
Les canards du jardin japonais
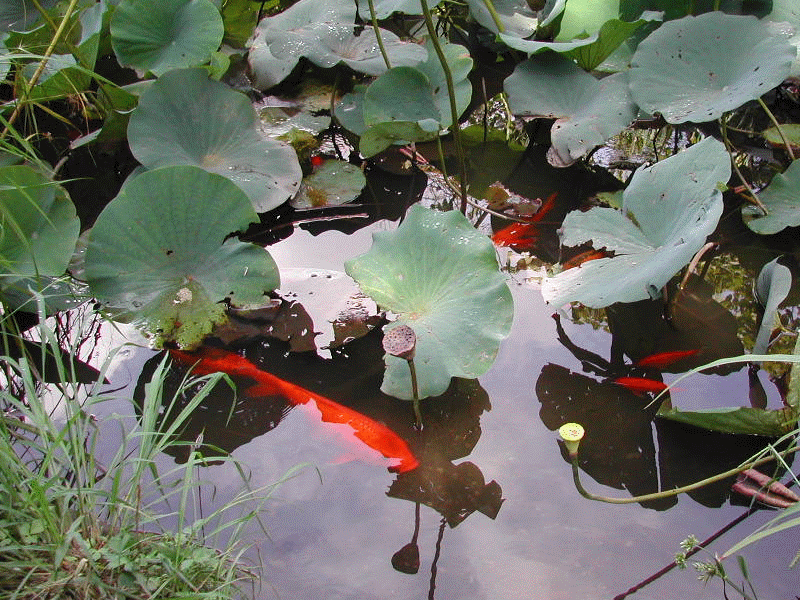
Nénufars et poissons rouges
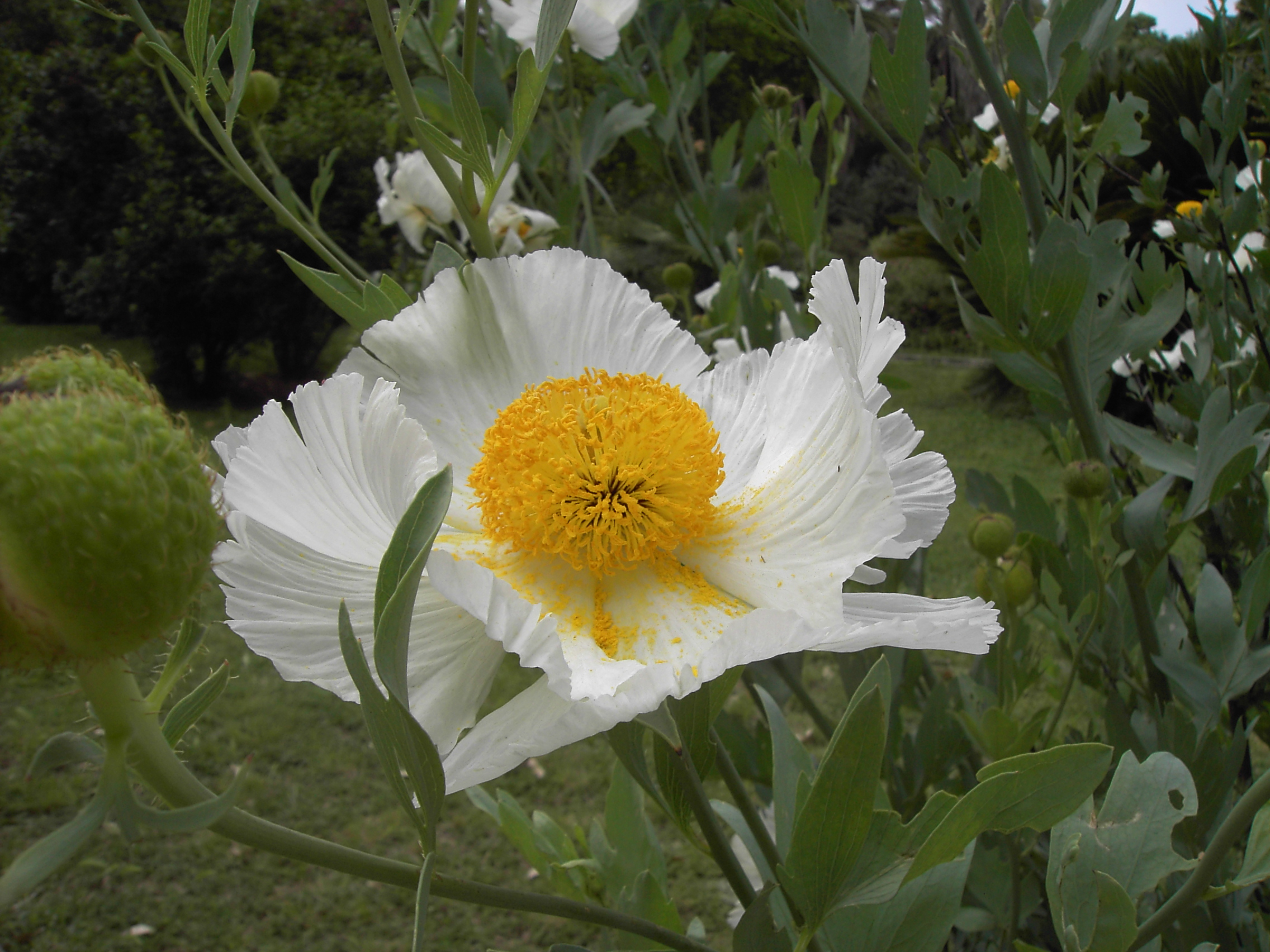
fleur de Romneya coulteri
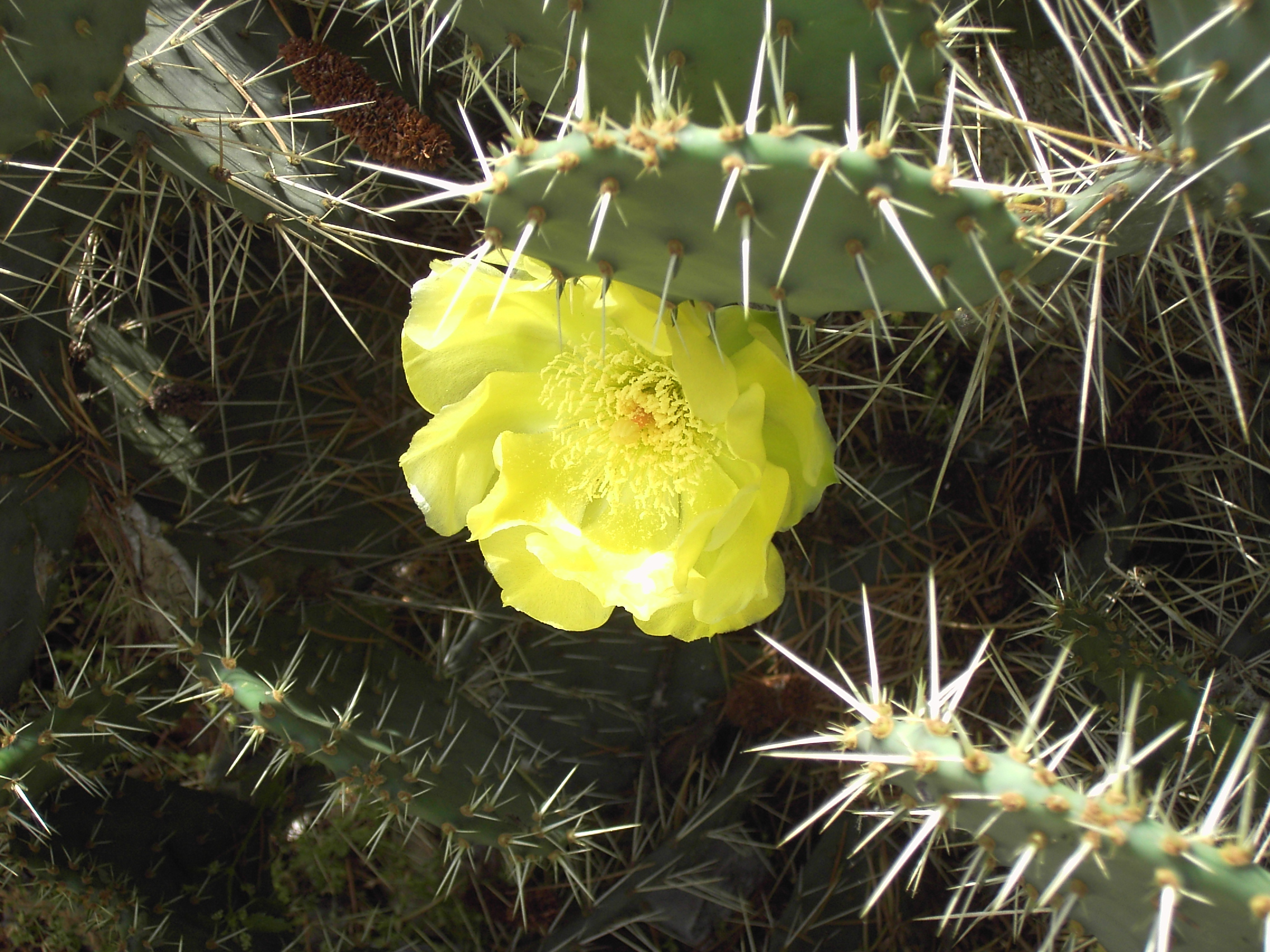
Opuntia (figuier de Barbarie) en fleurs
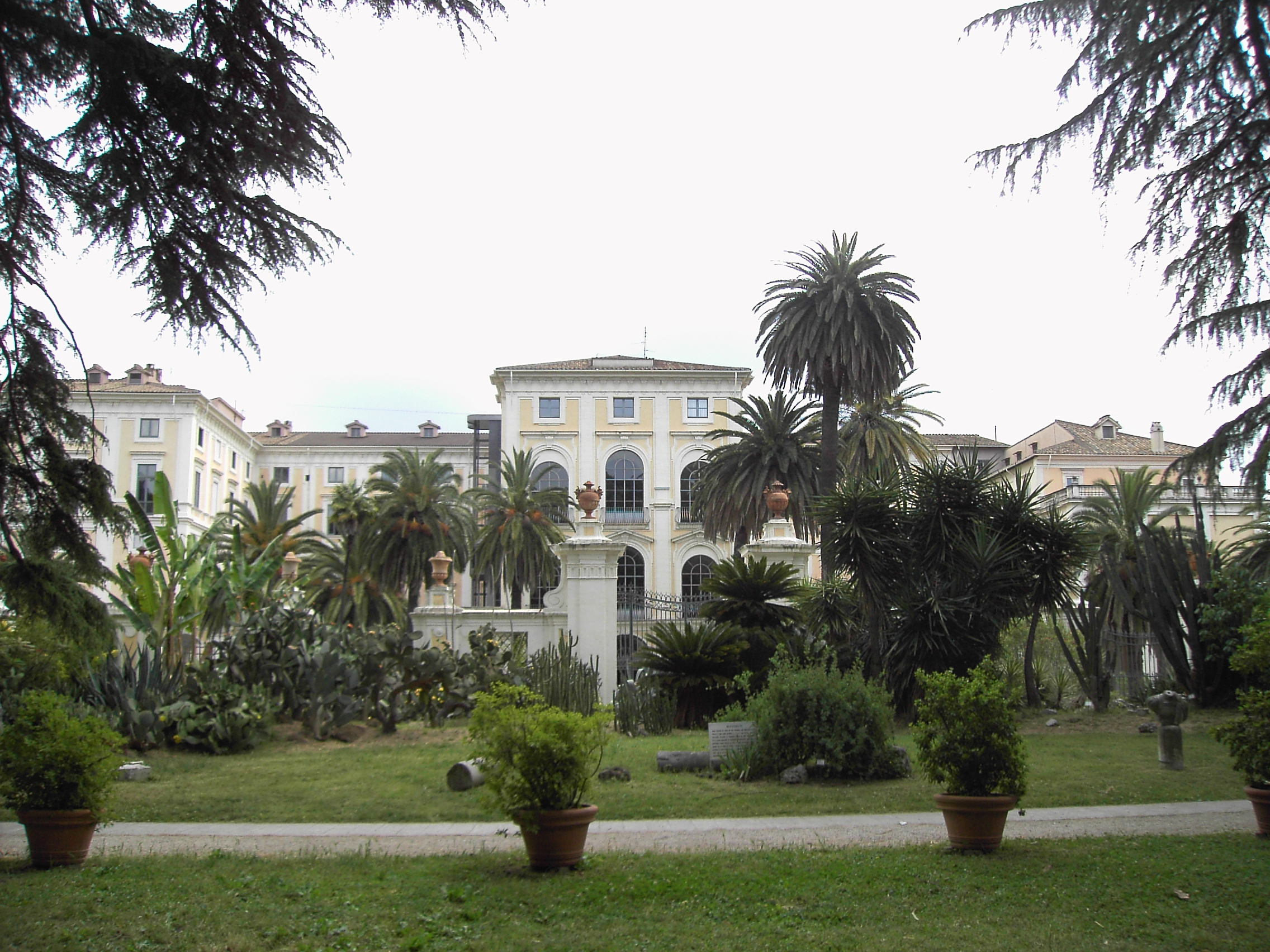
Vers le Tibre : façade de la Villa Corsini vue du parc
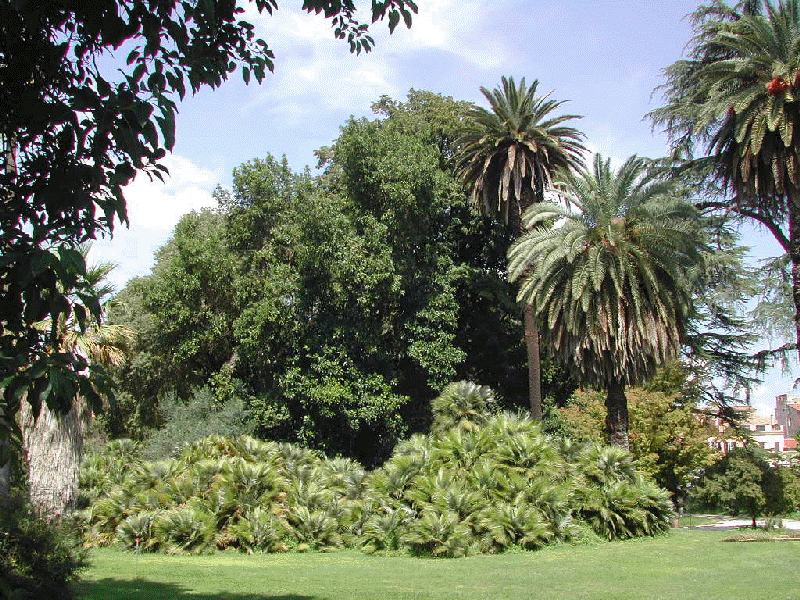
Palmiers dans la plate-bande centrale
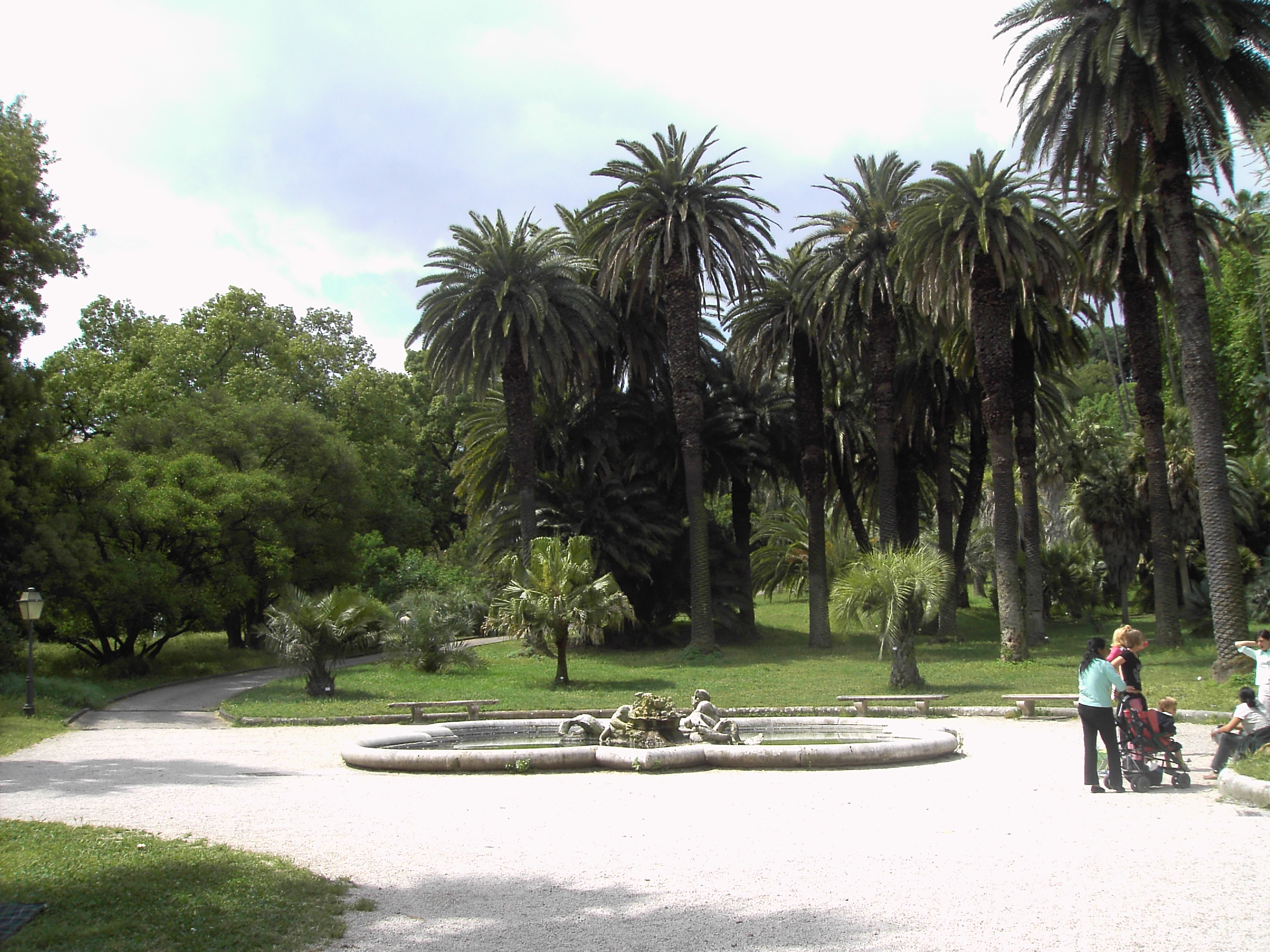
Vers le Janicule : Fontaine des Tritons
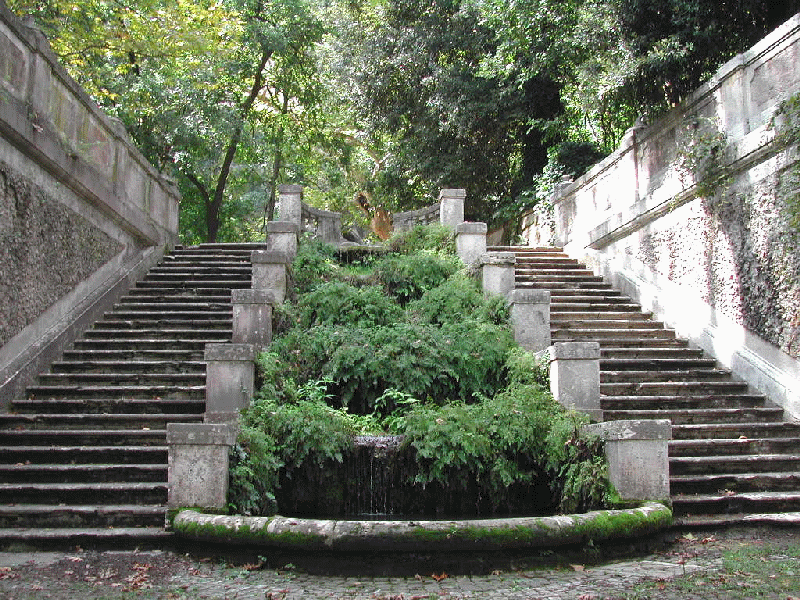
Les escaliers de Fuga et la cascade